# Nghĩa trang Do Thái, Łódź
Nghĩa trang Do Thái Łódź, còn được gọi là Nghĩa trang Do Thái mới, từng là nghĩa trang Do Thái lớn nhất ở Ba Lan và là một trong những nghĩa trang lớn nhất trên thế giới. Nằm ở thành phố Łódź trên đường Bracka, nghĩa địa được mở vào năm 1892  và rộng khoảng 44 ha đất. Nghĩa trang chứa từ 180.000 đến 230.000  ngôi mộ được đánh dấu, cũng như những ngôi mộ tập thể của nạn nhân của khu tập trung Litzmannstadt và cuộc thảm sát Holocaust. Từ năm 1893 đến 1896, việc xây dựng cơ bản của nghĩa địa được hoàn thành dưới sự giám sát của kiến trúc sư nổi tiếng Adolf Zeligson.
Cổng vào nghĩa trang là từ phía nam trên trục phố Abram Cukier, một phần mở rộng của đường Chryzantem mở rộng. Người đi bộ có thể vào từ phía đông thông qua một cổng trên đường Zmienna. Lối vào đầu tiên dẫn từ cổng chính đến quảng trường trước nhà tang lễ. Bên cạnh đó, đã từng có những tòa nhà gắn liền với chức năng của nghĩa địa, ngoài ngôi nhà mai táng, khu phức hợp này bao gồm một giáo đường, nhà cho dịch vụ nghĩa trang, tháp nước, bồn tắm thanh tẩy cho người Do Thái và các công trình xây dựng nhỏ khác.
Ngày nay, hơn một trăm ngôi mộ lịch sử tại đây đã được tuyên bố là di tích lịch sử và đang trong các giai đoạn phục hồi khác nhau. Lăng mộ của Izrael Poznański có lẽ là bia mộ Do Thái lớn nhất trên thế giới và là nơi duy nhất chứa khảm trang trí.
Nghĩa trang này tiếp tục hoạt động như một nơi chôn cất người Do Thái.

## Hình ảnh

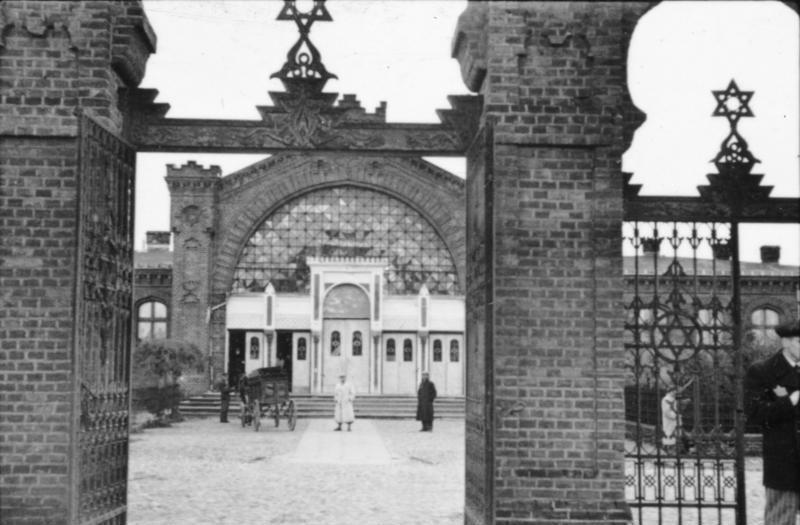
Beit Tahara - nhà tang lễ năm 1940
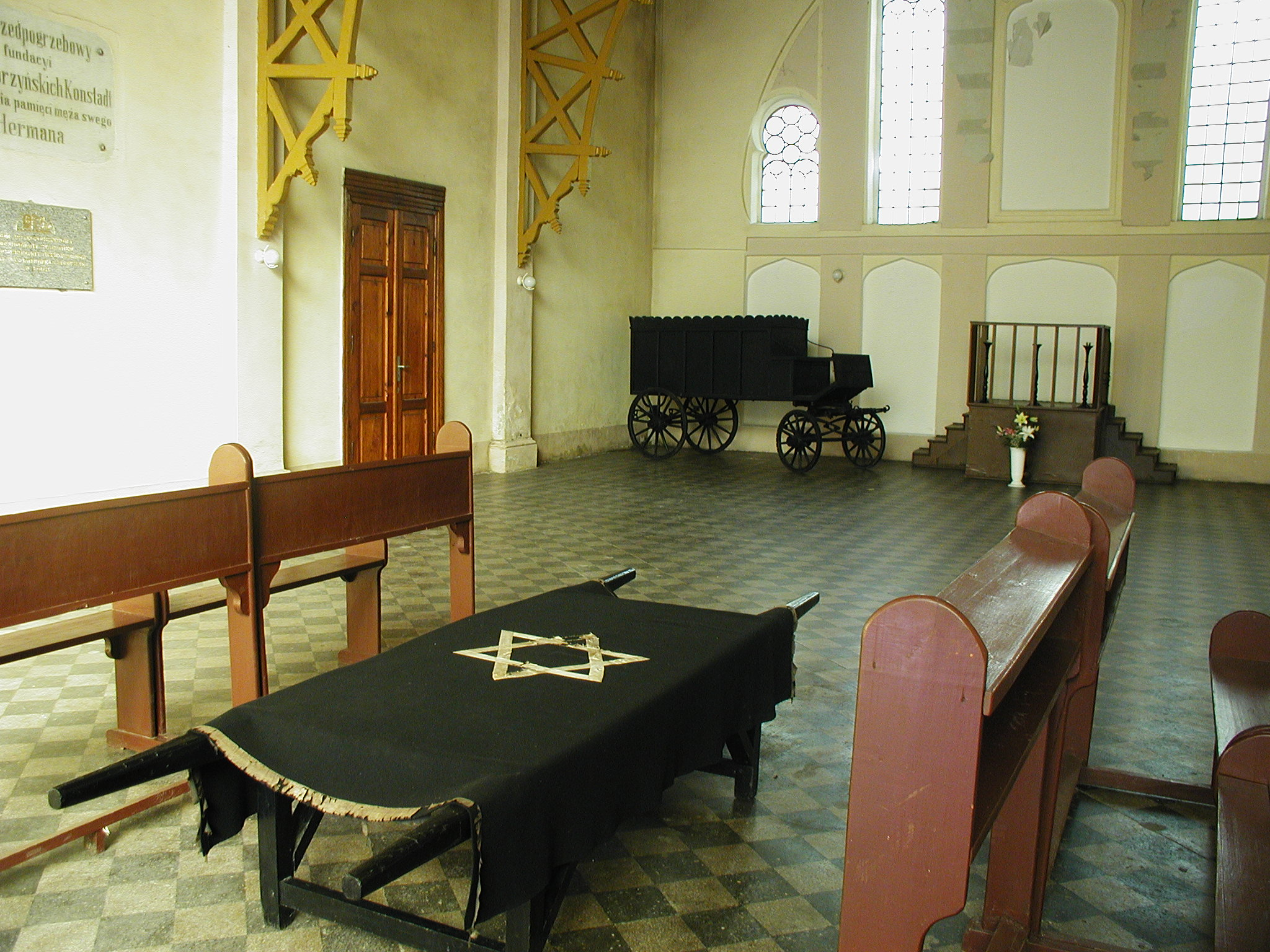
Nội thất nhà tang lễ
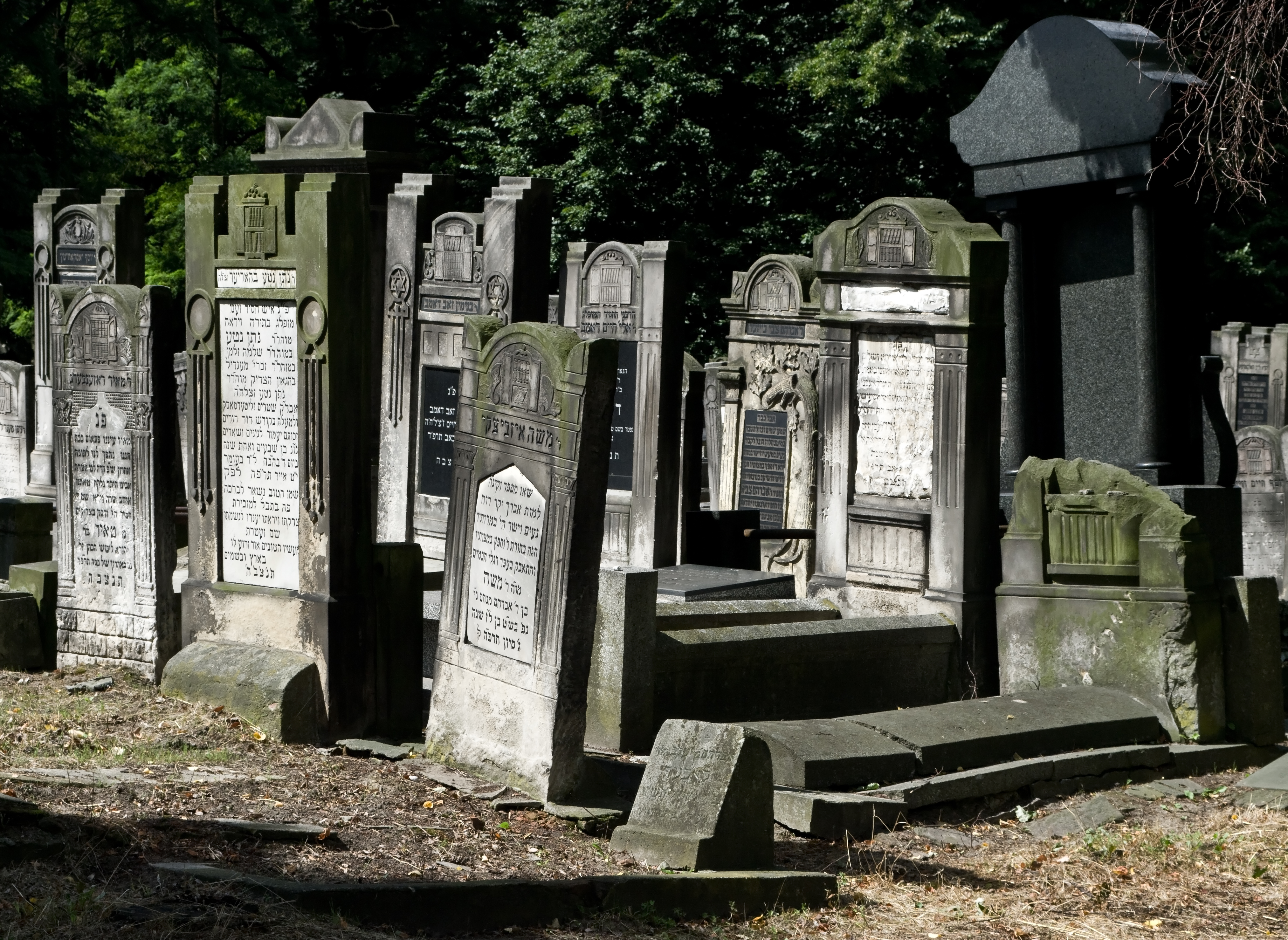
Bia mộ của người Do Thái năm 2012
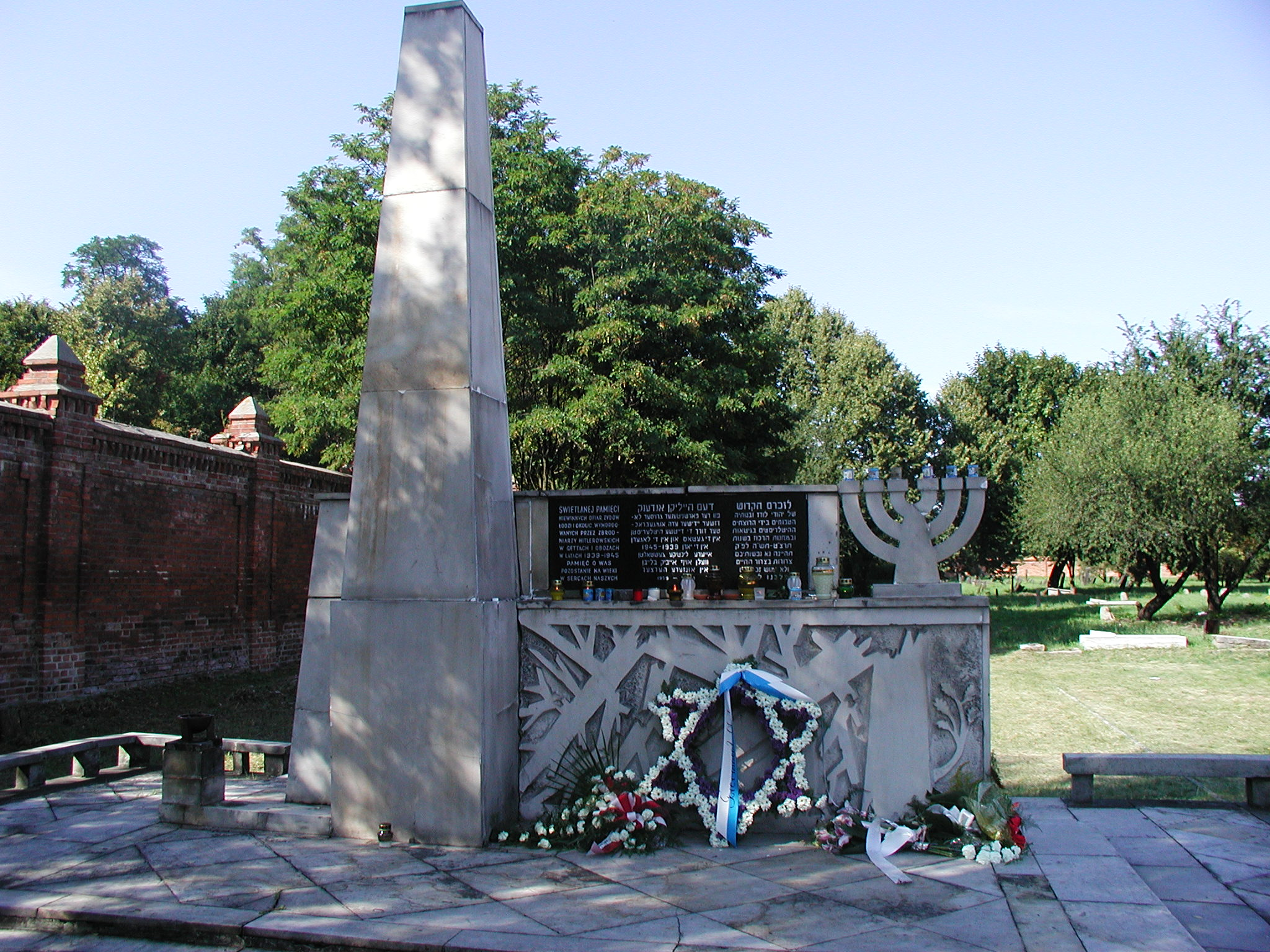
Một đài tưởng niệm dành riêng cho các nạn nhân Holocaust
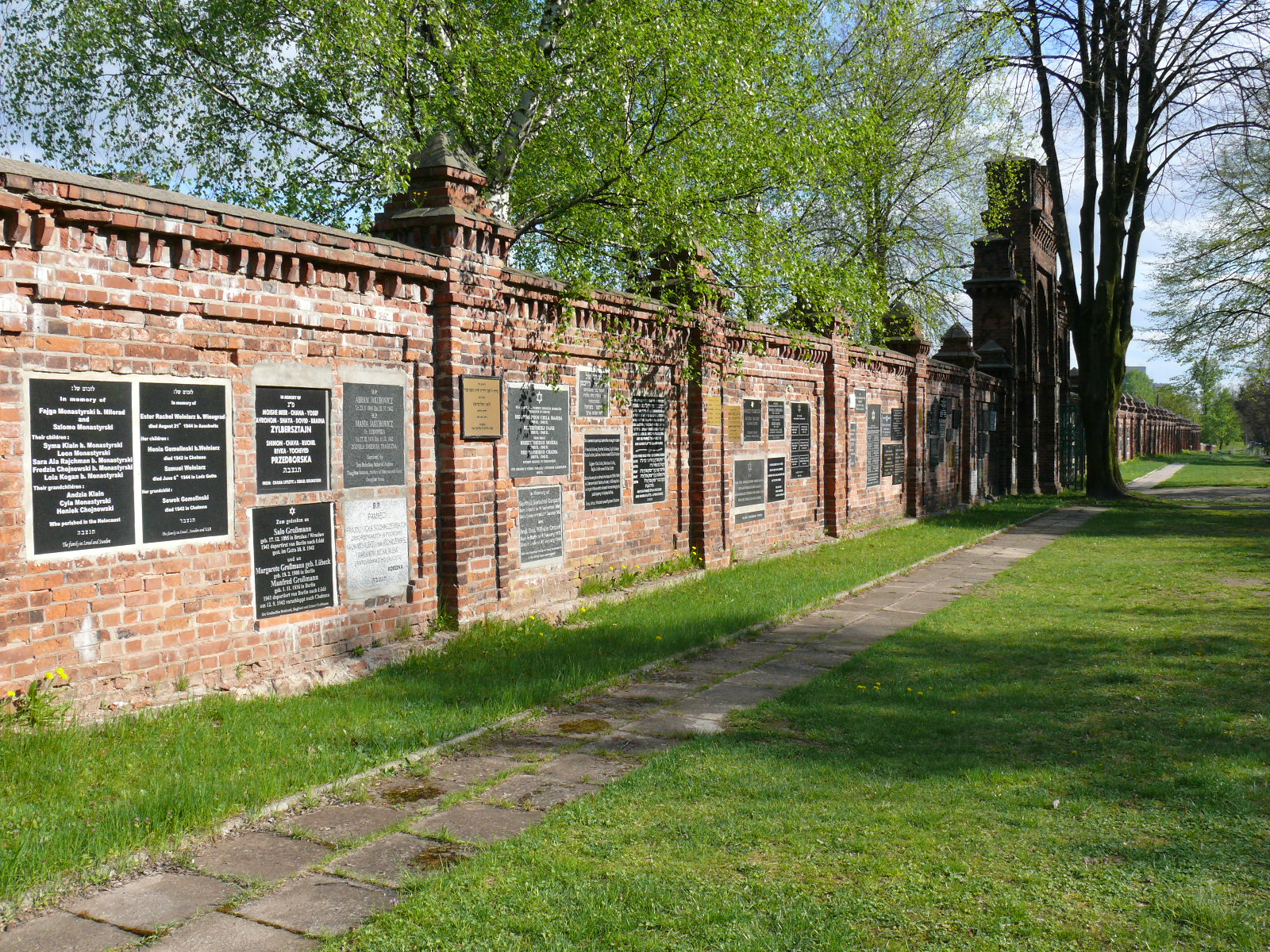
Bảo tàng phù điêu đá và bức tường gạch đỏ bao quanh nghĩa địa
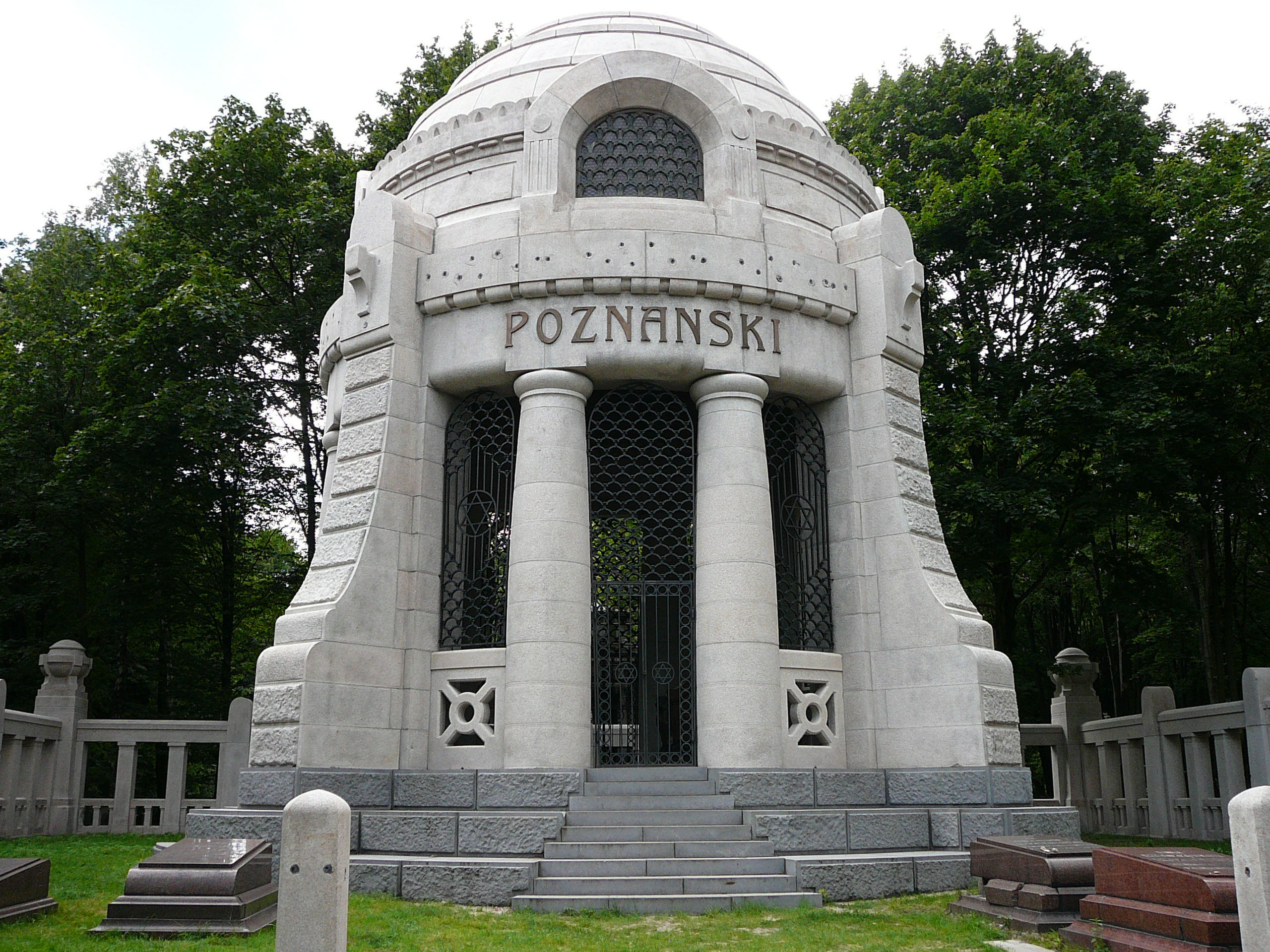
Bia mộ Do Thái lớn nhất của Izrael Poznański